# Maorská Wikipedie
Maorská Wikipedie (Māori Wikipedia) je jazyková verze Wikipedie v maorštině. Založena byla v listopadu 2003. V lednu 2022 obsahovala přes 7 400 článků a pracovali pro ni 2 správci. Registrováno bylo přes 15 000 uživatelů, z nichž bylo asi 30 aktivních. V počtu článků byla 174. největší Wikipedie.